# ディアボリーク 悪魔の刻印
『ディアボリーク 悪魔の刻印』（あくまのこくいん、Der grosse Bagarozy）は、1999年のドイツのホラー映画。ベルント・アイヒンガー脚本・監督・製作、ティル・シュヴァイガー、コリンナ・ハルフォーフ、トーマス・ハインツ出演。

## ストーリー
精神科医のコーラ・デュルツは、前の患者がスカイダイビングを装って自殺したという報道がされていたが、あれは事故で診察とは無関係だと周囲に訴えていた。そのころ、自ら診察予約してきたスタニスラフ・ナギーという男性から、自分は悪魔でマリア・カラスの人生を操っていたとの話を聞かされる。
コーラは、ナギーが大抵の患者と同じく、ただの妄想癖がある人物だと考え話を聞き流していた。だが夫であるロバートが、心筋梗塞の発作に怯え激しい運動をしなくなったため、夫婦の営みができずに欲求不満だったコーラは、ナギーの診察を続けるうちに彼のあやしい魅力に惹かれ、行動を共にするようになる。その都度ナギーから、マリア・カラスの人生に自分が関わっていたという話と、自分が彼女に代わって書いたという遺書などの証拠を示されるが、コーラは現実離れしたそれらの話を信じきれずにいた。
一方妻に隠れて何人かの女性と浮気していたロバートは、コーラが最近になって自分を避けていると感じ始め、友人のフランクから浮気がばれたのではないかと言われるが、ロバートは自信を持ってそれを否定する。

## キャスト
※括弧内は日本語吹替
- スタニスラフ・ナギー - ティル・シュヴァイガー（山路和弘）
- コーラ・デュルツ - コリンナ・ハルフォーフ（小山茉美）
- ロバート・デュルツ - トーマス・ハインツ（ドイツ語版）（江原正士）
- タマラ - ソニア・ケルスケス（泉久実子）
- リオバ - クリスティーネ・ノイバウアー（佐藤しのぶ）
- 刑事 - シュテファン・カムプヴィルト（ドイツ語版）
- 夜勤玄関番 - アントワーヌ・モノー・Jr
- 死神 - デトレフ・ブック（梅津秀行）
- マリア・カラス - ネザ・セルブズ（宗形智子）
- フランク - クリストフ・ヴァッカーナーゲル（高宮俊介）
- 浮浪者 - ステファン・シュルバーグ（品川徹）

## スタッフ
- 監督・脚本・製作：ベルント・アイヒンガー
- 撮影監督：ジャエノ・ロール（ドイツ語版）
- プロダクションデザイナー：ヤーナ・カレン
- 編集：アレクサンダー・バーナー
- 衣裳デザイン：バーバラ・バウム
- 音楽：ヘニング・ローナー（ドイツ語版）、ステファン・ツァハリアス